# 義士祭 (東京都港区)

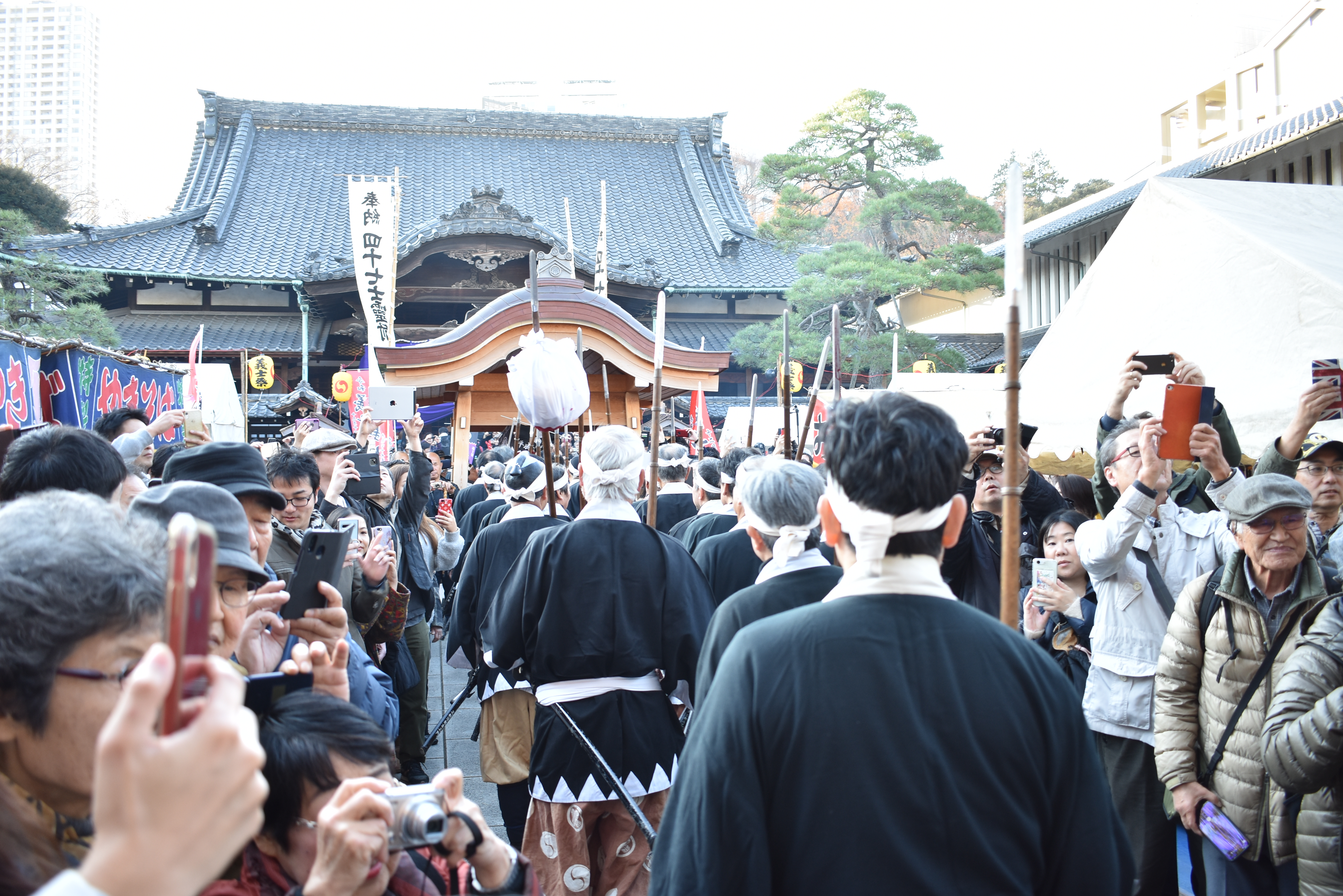
義士祭の模様（2019年12月14日撮影）

赤穂義士祭（あこうぎしさい、単に義士祭とも）は東京都港区にある泉岳寺で執り行われる供養行事である。毎年、赤穂浪士の討ち入りの日である12月14日に合わせて開催される。また春（4月初旬）にも行われている。泉岳寺義士祭 (せんがくじぎしさい)ともいう。

## 祭りの内容
泉岳寺には赤穂浪士と浅野長矩夫妻の墓があり、義士祭では墓前で読経供養がなされ、多くの一般参詣者が焼香に訪れる。献茶式も行われる。当日の泉岳寺駅から寺までの道はかなり混雑するという。そのほか、上野公園の五条天神では赤穂浪士の遺品の展示会が開かれ、「討ち入り射会」という弓道の競技会も催される。祭りの主催者は両国町連合会である。また、義士行列というパレードも行われている（後述）。
東京で行われるため、全体として吉良義央に対しても好意的なことが特徴である。義士祭と同時に「吉良祭」・「元禄市」という祭りも開かれ、吉良義央に対する供養がなされている。

### 義士行列
泉岳寺の義士祭では、討ち入り装束を着た人々が吉良上野介邸跡地から泉岳寺まで行進するパレードが行われ、これを「義士行列」と呼ぶ。行列では、山鹿流の陣太鼓が用いられる。こうした義士行列は、北海道砂川市の北泉岳寺などでも行われている。

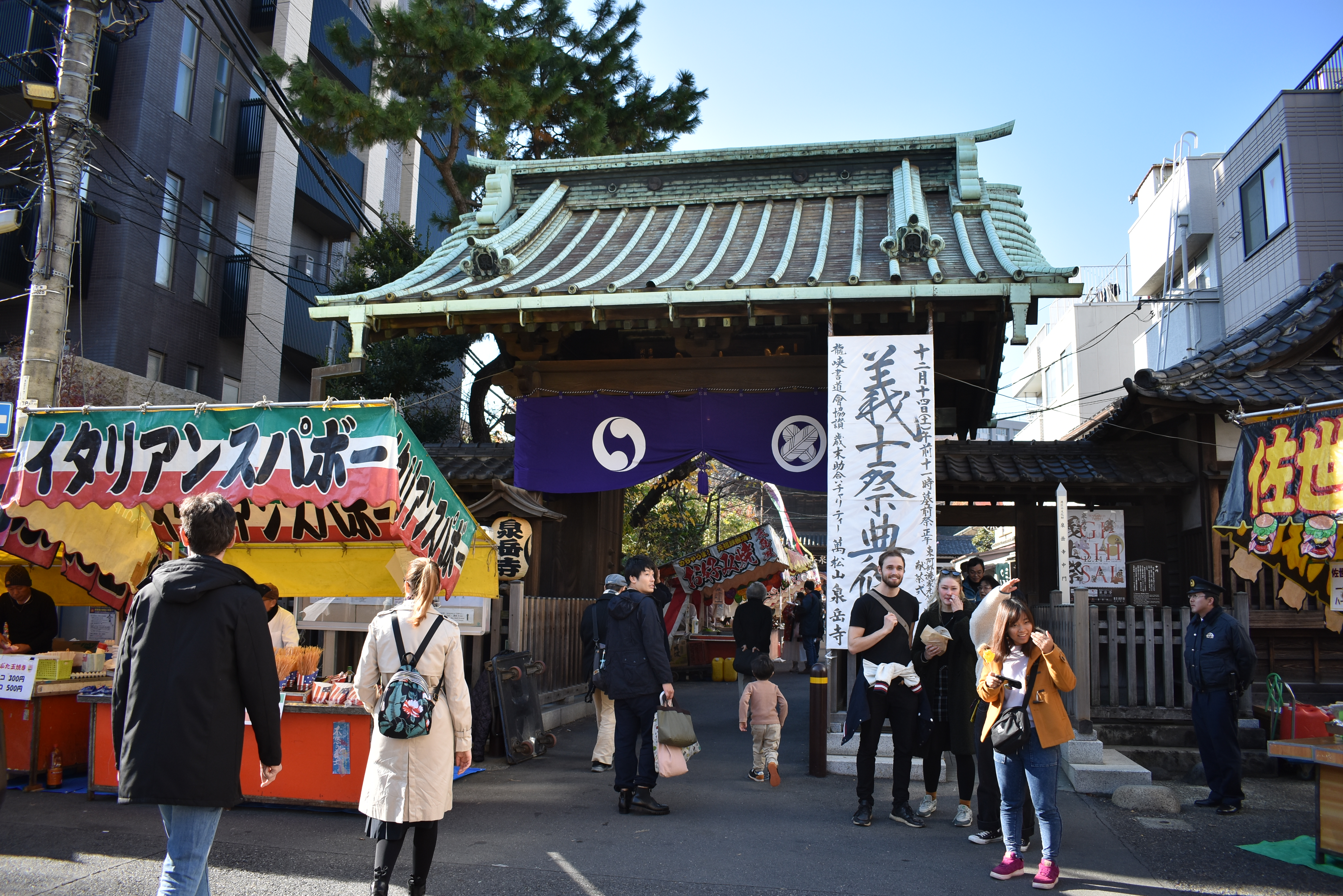
中門（2019年12月14日撮影）
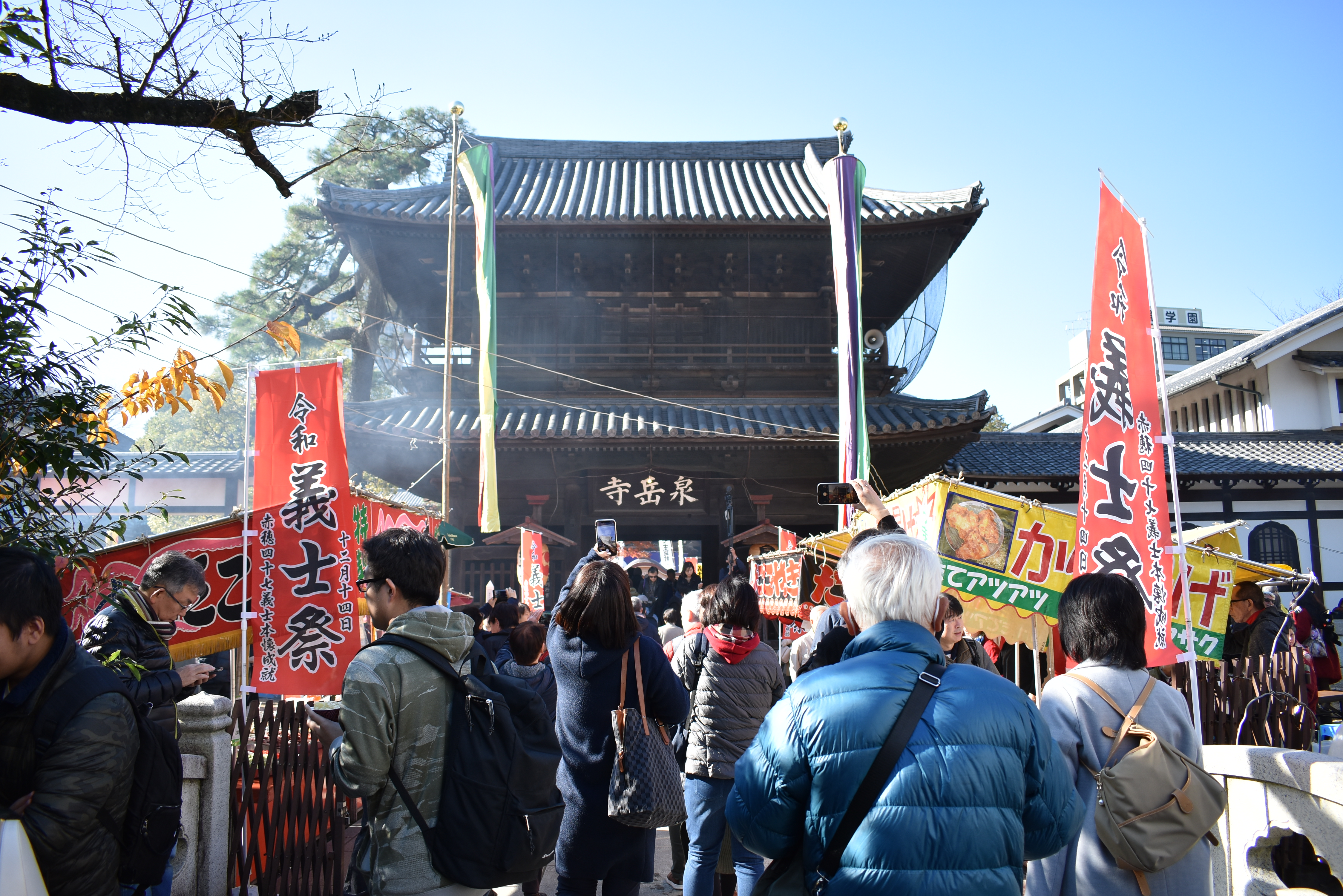
山門（2019年12月14日撮影）
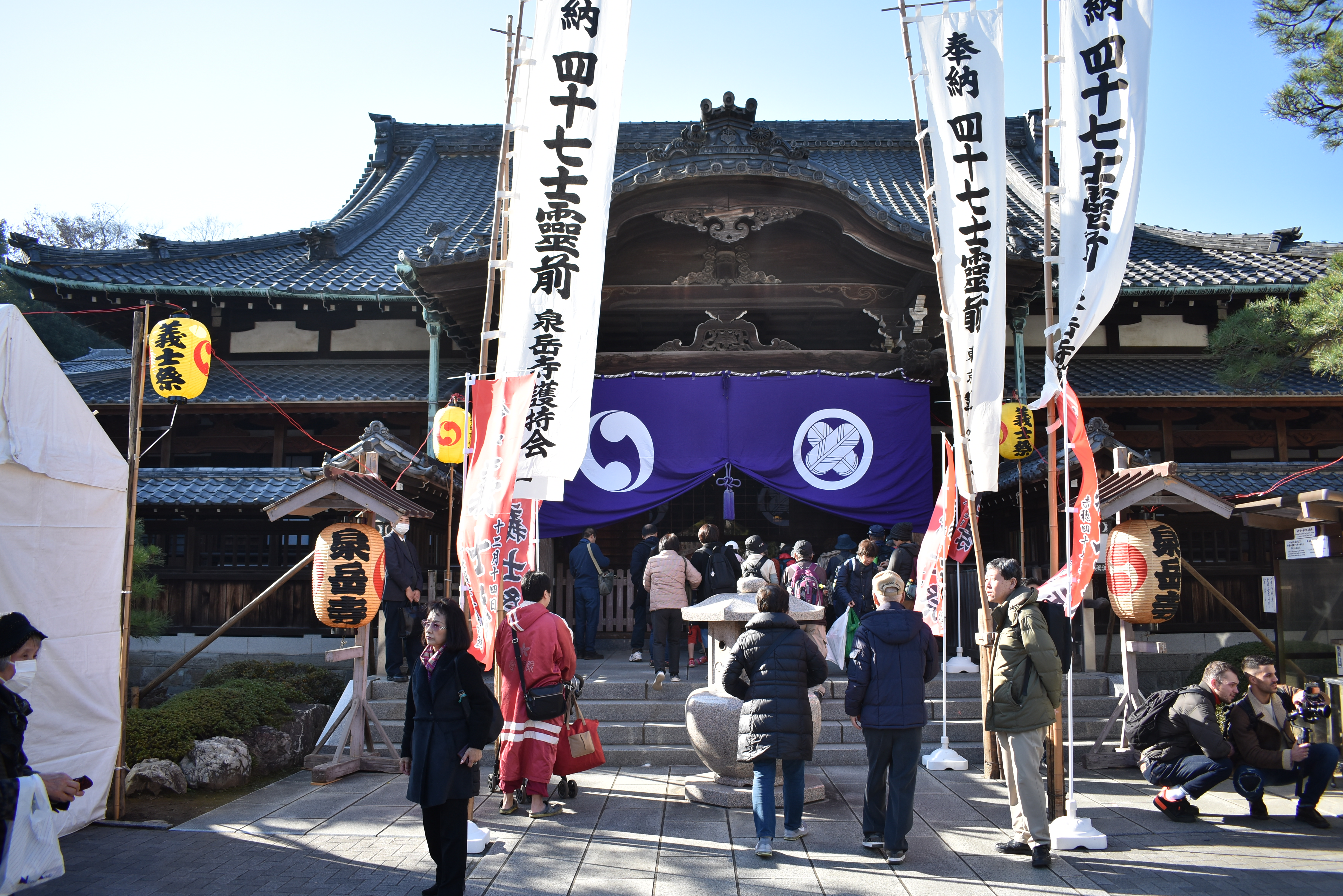
本殿（2019年12月14日撮影）
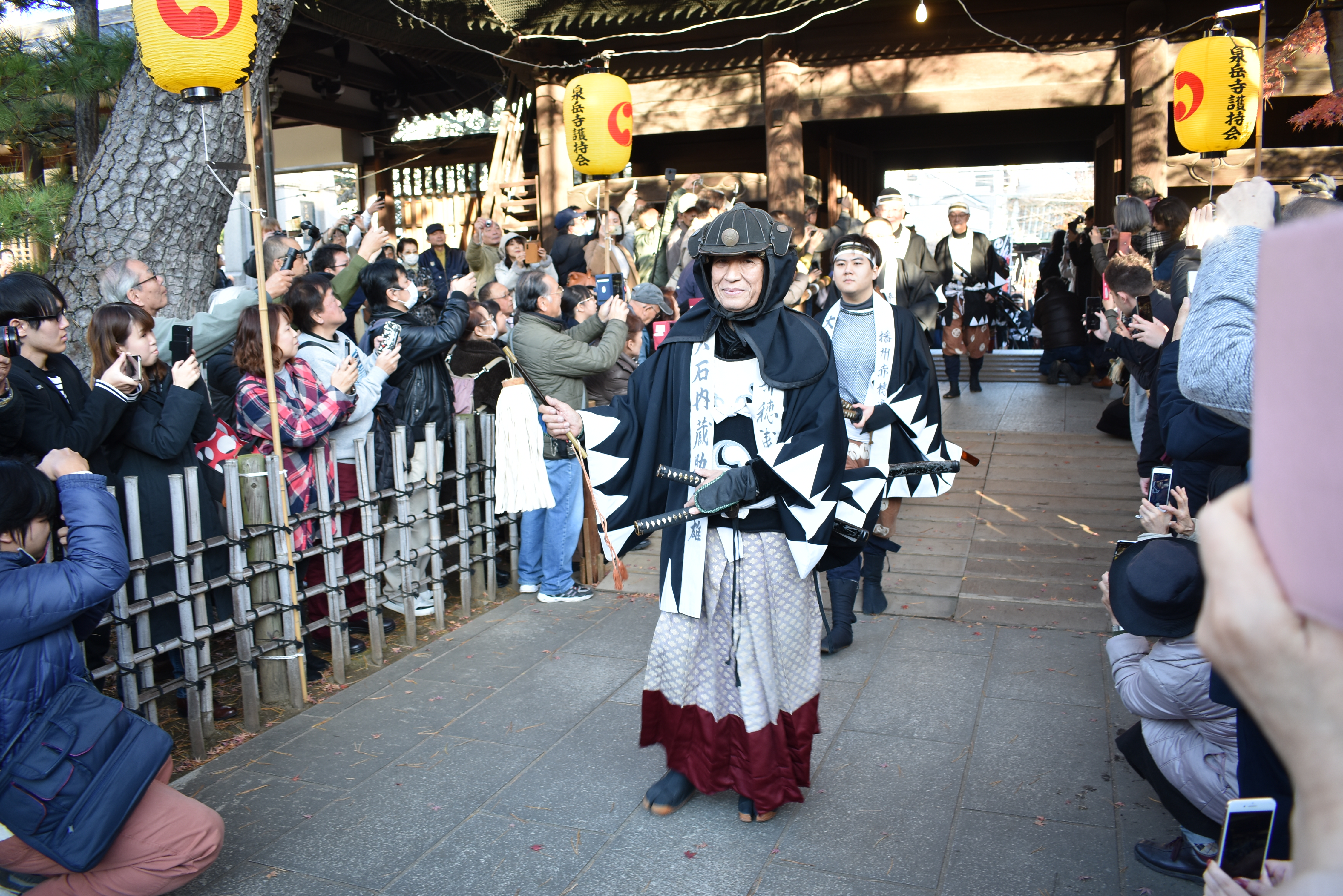
大石内蔵助（2019年12月14日撮影）
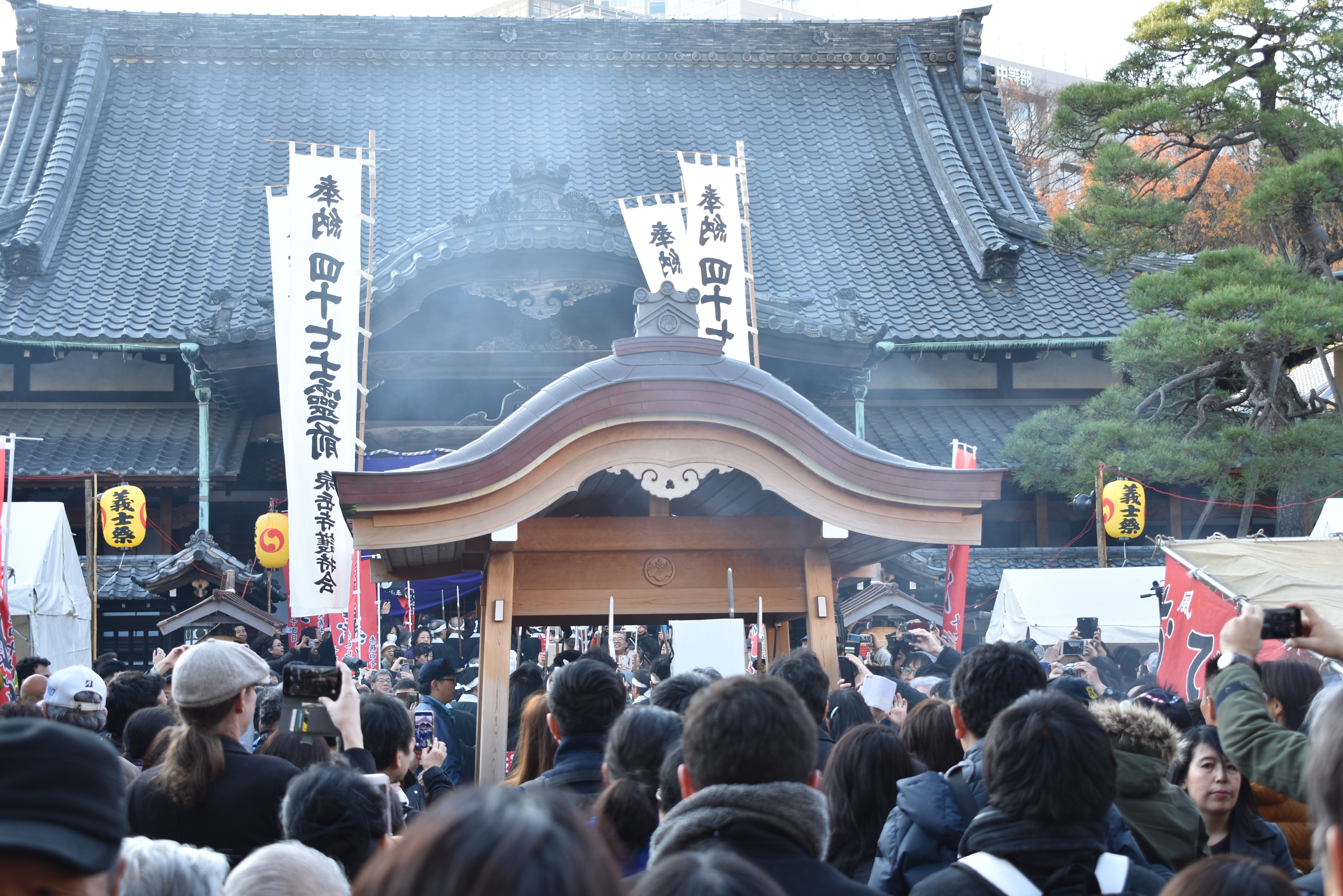
本殿前での勝鬨（2019年12月14日撮影）
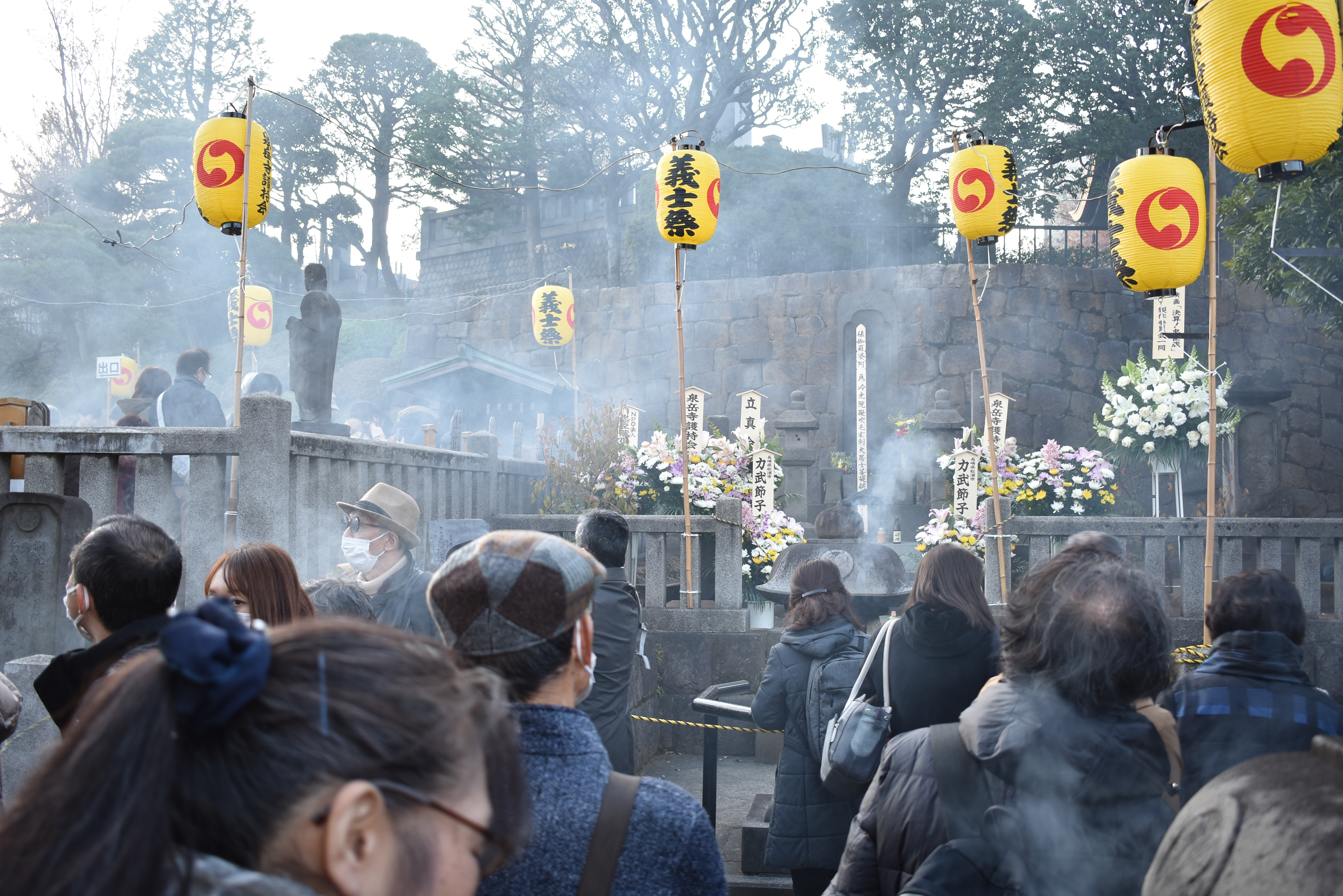
墓参（2019年12月14日撮影）

## 歴史
1950年から開催されている。1977年時点では、付近に100ほどの露店が並び、50000人ほどの人が訪れていたという。1972年からは吉良祭も同時に開催されるようになった。
1999年冬の義士祭においては、同年の大河ドラマ『元禄繚乱』で大石内蔵助役を演じた中村勘九郎らによるトークショーも行われている。
2016年冬の義士祭では、大石内蔵助らが切腹したと伝えられる熊本藩藩屋敷の跡地も公開された。この場所は、泉岳寺から北に数百メートルほど離れており、普段は非公開となっている。この義士祭では、津軽三味線奏者・浅野祥によるミニライブも行われた。

### 義士行列の歴史
義士行列も約60年の歴史を有するが、主催者は泉岳寺や両国町連合会ではない。1977年時点の義士行列の主催者は、東日本橋にあった繊維問屋の日本綿毛であった。2013年時点では、財界二世学院の主催で行われている。
行進のルートが都営地下鉄浅草線のルートとかぶるため、1992年の段階では、徒歩での泉岳寺に向かう代わりに浅草線が使用されていた。そのため、義士祭の日の東日本橋駅では、槍や刀を持って衣装に身をつつんだ人々が電車を待つ姿を目にすることもあったという。ただし、2016年冬の義士祭では、47人の義士行列は、中央区役所前から泉岳寺までの約7キロの道を歩いている。